# Élections municipales de 2017 dans Les Collines-de-l'Outaouais
Pour un article plus général, voir Élections municipales de 2017 en Outaouais.
Cet article concerne les élections municipales de 2017 en Outaouais dans la municipalité régionale de comté dans Les Collines-de-l'Outaouais.

## Cantley
| Candidats pour la mairie       | Vote  | %     |
| ------------------------------ | ----- | ----- |
| Madeleine Brunette (Sortante)  | 1 935 | 61,78 |
| David Gomes                    | 1 197 | 38,22 |
| Taux de participation : 40,4 % |       |       |

| Candidats district des Monts (1) | Vote            | %               |
| -------------------------------- | --------------- | --------------- |
| Aimé Sabourin (Sortant)          | Sans opposition | Sans opposition |

| Candidats district des Prés (2) | Vote | %     |
| ------------------------------- | ---- | ----- |
| Jocelyne Leroux-Lapierre        | 369  | 50,69 |
| Marcel Beaudry (Sortant)        | 198  | 27,20 |
| Jonathan Cloutier               | 115  | 15,80 |
| Guy Morin                       | 46   | 6,32  |

| Candidats district de la Rive (3) | Vote | %     |
| --------------------------------- | ---- | ----- |
| Jean-Benoît Trahan (Sortant)      | 261  | 55,77 |
| Philippe Normandin                | 207  | 44,23 |

| Candidats district du Parc (4) | Vote | %     |
| ------------------------------ | ---- | ----- |
| Sarah Plamondon (Sortante)     | 396  | 78,88 |
| Michel Rochon                  | 106  | 21,12 |

| Candidats district des Érables (5) | Vote | %     |
| ---------------------------------- | ---- | ----- |
| Louis-Simon Joanisse (Sortant)     | 321  | 55,15 |
| Eve Lamontagne                     | 163  | 28,01 |
| Denis Lamothe                      | 98   | 16,84 |

| Candidats district des Lacs (6) | Vote | %     |
| ------------------------------- | ---- | ----- |
| Jean-Nicholas De Bellefeuille   | 170  | 41,26 |
| Marjolaine Gauthier (Sortante)  | 135  | 32,77 |
| Jean Ménard                     | 107  | 25,97 |

## Chelsea
| Candidats pour la mairie       | Vote  | %     |
| ------------------------------ | ----- | ----- |
| Caryl Green (Sortante)         | 2 010 | 63,77 |
| Tim Kehoe                      | 780   | 24,75 |
| Edmond Hétu                    | 362   | 11,48 |
| Taux de participation : 60,5 % |       |       |

| Candidats district #1    | Vote | %     |
| ------------------------ | ---- | ----- |
| Simon Joubarne (Sortant) | 353  | 69,08 |
| Brenda Brulotte          | 158  | 30,92 |

| Candidats district #2    | Vote | %     |
| ------------------------ | ---- | ----- |
| Pierre Guénard (Sortant) | 324  | 71,37 |
| Linda Landry             | 130  | 28,63 |

| Candidats district #3     | Vote | %     |
| ------------------------- | ---- | ----- |
| Greg McGuire              | 389  | 70,47 |
| Barabra Martin (Sortante) | 163  | 29,53 |

| Candidats district #4 | Vote | %     |
| --------------------- | ---- | ----- |
| Kay Kerman            | 439  | 70,58 |
| Andrea Lockwood       | 183  | 29,42 |

| Candidats district #5     | Vote | %     |
| ------------------------- | ---- | ----- |
| Jean-Paul Leduc (Sortant) | 362  | 75,73 |
| Geoff Bleich              | 116  | 24,27 |

| Candidats district #6      | Vote | %     |
| -------------------------- | ---- | ----- |
| Robin McNeil               | 341  | 63,74 |
| Yves Bethencourt (Sortant) | 140  | 26,17 |
| Laurette Bédard            | 54   | 10,09 |

- Élection partielle au poste de conseiller #6 le 15 décembre 2019[1]
  - Kimberly Chan est élue au poste de conseiller #6[1]

| Candidats conseiller #6 | Vote | %     |
| ----------------------- | ---- | ----- |
| Kimberly Chan           | 183  | 72,62 |
| Edmond R. Hétu          | 51   | 20,24 |
| Laurette Bédard         | 18   | 7,14  |

## L'Ange-Gardien
| Candidats pour la mairie                    | Vote  | %     |
| ------------------------------------------- | ----- | ----- |
| Marc Louis-Seize (Sortant d'un autre poste) | 1 178 | 76,20 |
| Michel Dambremont                           | 368   | 23,80 |
| Taux de participation : 36,7 %              |       |       |

| Candidats district du Lièvre (1) | Vote | %     |
| -------------------------------- | ---- | ----- |
| Luc Verner (Sortant)             | 255  | 78,70 |
| Serge Gauthier                   | 69   | 21,30 |

| Candidats district Lac Donaldson (2) | Vote            | %               |
| ------------------------------------ | --------------- | --------------- |
| Martin Proulx (Sortant)              | Sans opposition | Sans opposition |

| Candidats district du Plateau (3) | Vote            | %               |
| --------------------------------- | --------------- | --------------- |
| Sonia St-Louis                    | Sans opposition | Sans opposition |

| Candidats district Glen Almond (4) | Vote            | %               |
| ---------------------------------- | --------------- | --------------- |
| Luc Prud'homme (Sortant)           | Sans opposition | Sans opposition |

| Candidats district des Arpents-Verts (5) | Vote            | %               |
| ---------------------------------------- | --------------- | --------------- |
| Martin Prescott                          | Sans opposition | Sans opposition |

| Candidats district Carrière (6) | Vote            | %               |
| ------------------------------- | --------------- | --------------- |
| Sébastien Renaud (Sortant)      | Sans opposition | Sans opposition |

- Élection partielle au poste de conseiller #3 le 23 octobre 2018[2].
  - Organisée en raison de la démission de la conseillère Sonia St-Louis[2]
  - Élection de Nancy D'Amour au poste de conseillère #3[2]

| Candidats district du Plateau (3) | Vote | %     |
| --------------------------------- | ---- | ----- |
| Nancy D'Amour                     | n/d  | 27,60 |
| Frédéric Côté                     | n/d  | 26,0  |
| Pierre Pharrand                   | n/d  | 24,4  |
| Michel Dambremont                 | n/d  | 22,0  |
| Taux de participation : 19,2 %    |      |       |

## La Pêche
| Candidats pour la mairie       | Vote  | %     |
| ------------------------------ | ----- | ----- |
| Guillaume Lamoureux            | 1 625 | 50,50 |
| Robert Bussière (Sortant)      | 1 593 | 49,50 |
| Taux de participation : 50,1 % |       |       |

| Candidats district #1      | Vote | %     |
| -------------------------- | ---- | ----- |
| Réjean Desjardins          | 267  | 63,42 |
| Jocelyne Ménard (Sortante) | 154  | 36,58 |

| Candidats district #2    | Vote | %     |
| ------------------------ | ---- | ----- |
| Michel Gervais (Sortant) | 244  | 52,81 |
| Pierre-Luc Tremblay      | 218  | 47,19 |

| Candidats district #3        | Vote | %     |
| ---------------------------- | ---- | ----- |
| Francis Beausoleil           | 293  | 45,64 |
| Ghyslain Gauvreau            | 228  | 35,51 |
| Christian (Ti-Bine) Philippe | 121  | 15,85 |

| Candidats district #4         | Vote | %     |
| ----------------------------- | ---- | ----- |
| Carolane Larocque             | 385  | 70,51 |
| Jean-Paul Brisebois (Sortant) | 161  | 29,49 |

| Candidats district #5 | Vote | %     |
| --------------------- | ---- | ----- |
| Pamela Ross           | 235  | 59,95 |
| Marc Desrochers       | 118  | 30,10 |
| Ian McClatchy         | 39   | 9,95  |

| Candidats district #6   | Vote            | %               |
| ----------------------- | --------------- | --------------- |
| Claude Giroux (Sortant) | Sans opposition | Sans opposition |

| Candidats district #7 | Vote            | %               |
| --------------------- | --------------- | --------------- |
| Richard Gervais       | Sans opposition | Sans opposition |

## Pontiac
| Candidats pour la mairie      | Vote  | %     |
| ----------------------------- | ----- | ----- |
| Joanne Labadie                | 1 227 | 59,02 |
| Roger Larose (Sortant)        | 852   | 40,98 |
| Taux de participation : N/A % |       |       |

| Candidats district #1          | Vote | %     |
| ------------------------------ | ---- | ----- |
| Nancy Draper-Maxsom (Sortante) | 216  | 54,27 |
| Jean Côté                      | 182  | 45,73 |

| Candidats district #2 | Vote | %     |
| --------------------- | ---- | ----- |
| Susan McKay           | 268  | 59,16 |
| Garry Dagenais        | 185  | 40,84 |

| Candidats district #3   | Vote            | %               |
| ----------------------- | --------------- | --------------- |
| Thomas Howard (Sortant) | Sans opposition | Sans opposition |

| Candidats district #4 | Vote | %     |
| --------------------- | ---- | ----- |
| Scott McDonald        | 154  | 50,49 |
| Josée Graveline-Davis | 110  | 36,07 |
| Susan Lamont          | 41   | 13,44 |

| Candidats district #5 | Vote | %     |
| --------------------- | ---- | ----- |
| Isabelle Patry        | 167  | 59,22 |
| Ricky Know            | 115  | 40,78 |

| Candidats district #6 | Vote | %     |
| --------------------- | ---- | ----- |
| Leslie-Anne Barber    | 155  | 55,36 |
| Jean Paquin           | 99   | 35,36 |
| William (Bill) Twolan | 26   | 9,29  |

- Départ de Nancy Draper-Maxsom (conseillère #1) après le 8 juin 2021[3].

## Val-des-Monts
| Candidats pour la mairie       | Vote  | %     |
| ------------------------------ | ----- | ----- |
| Jacques Laurin (Sortant)       | 2 024 | 65,99 |
| Richard Bélec                  | 1 043 | 34,01 |
| Taux de participation : 31,0 % |       |       |

| Candidats district #1     | Vote | %     |
| ------------------------- | ---- | ----- |
| Jean Tourangeau           | 311  | 54,75 |
| Gaétan Thibault (Sortant) | 257  | 45,25 |

| Candidats district #2         | Vote | %     |
| ----------------------------- | ---- | ----- |
| Pauline Lafrenière (Sortante) | 302  | 50,67 |
| André Renaud                  | 151  | 25,34 |
| France Bernard                | 143  | 23,99 |

| Candidats district #3     | Vote            | %               |
| ------------------------- | --------------- | --------------- |
| Claude Bergeron (Sortant) | Sans opposition | Sans opposition |

| Candidats district #4 | Vote | %     |
| --------------------- | ---- | ----- |
| Benjamin Campin       | 304  | 51,26 |
| Michel Caron          | 289  | 48,74 |

| Candidats district #5       | Vote            | %               |
| --------------------------- | --------------- | --------------- |
| Mireille Brazeau (Sortante) | Sans opposition | Sans opposition |

| Candidats district #6 | Vote | %     |
| --------------------- | ---- | ----- |
| Michel B. Gauthier    | 259  | 50,59 |
| Marc Lafrenière       | 133  | 25,98 |
| Denis Tessier         | 70   | 13,67 |
| Linda Brière          | 50   | 9,77  |

Élection partielle au poste de conseiller du district #5 le 3 mars 2019
- Organisée en raison de la démission de la conseillère Mireille Brazeau pour pouvoir occuper le poste de directrice adjointe aux ressources humaines de la municipalité[4]
- Élection de Joëlle Gauthier au poste de conseillère[5]

| Candidats district #5 | Vote | %   |
| --------------------- | ---- | --- |
| Joëlle Gauthier       | n/d  | n/d |
| Michel Caron          | n/d  | n/d |
| Claude Lafleur        | n/d  | n/d |
| Denis Tessier         | n/d  | n/d |